# In the Present - Live from Lyon
In the Present – Live from Lyon è un album dal vivo del gruppo rock progressivo britannico Yes.
È stato pubblicato da Frontiers Records su 2 CD e 1 DVD, il 29 novembre 2011 in America del Nord e il 2 dicembre in Europa, e in edizione speciale su 3 LP. Nello stesso anno, sono state pubblicate due diverse edizioni appositamente per il mercato giapponese, con e senza il DVD, dall'etichetta locale Avalon.

## Descrizione
I brani musicali sono stati registrati durante il concerto del primo dicembre 2009 alla Bourse du Travail di Lione (Francia), tappa del tour mondiale In the present.
È il primo album in cui figurano il cantante Benoît David (al tempo, egli era anche membro della band canadese Mystery) come voce solista, e Oliver Wakeman (figlio del membro storico Rick Wakeman) alle tastiere.
È il primo album dal vivo in cui non è presente lo storico cantante e fondatore Jon Anderson, che negli anni precedenti non era stato in grado di sostenere l'attività dal vivo a causa di problemi di salute, e venne quindi sostituito da David. Anderson giudicò negativamente la nuova formazione assemblata per la tournée mondiale che ebbe inizio nel 2008 – l'anno del 40º anniversario della nascita della band – dichiarando «questi non sono gli Yes in tour».

### Copertina
L'artwork è stato realizzato dall'artista grafico Roger Dean, autore di molte copertine e di molte scenografie dei concerti del gruppo britannico. Secondo la prassi pluridecennale, l'artista ha colorato il logo della band che compare sulla copertina diversamente dai lavori precedenti.

## Tracce

### CD 1
1. Siberian Khatru – 10:39 (Jon Anderson, Steve Howe, Rick Wakeman)
2. I've Seen All Good People – 7:17 (Anderson, Chris Squire)
3. Tempus Fugit – 6:05 (Geoff Downes, Trevor Horn, Howe, Squire, Alan White)
4. Onward – 4:38 (Squire)
5. Astral Traveller – 8:49 (Anderson)
6. Yours Is No Disgrace – 13:23 (Anderson, Bill Bruford, Howe, Tony Kaye, Squire)
7. And You and I – 11:27 (testo: Anderson – musica: Bruford, Howe, Squire)
8. Corkscrew (assolo acustico di Steve Howe) – 3:49 (Howe)

Durata totale: 66:07

### CD 2
1. Owner of a Lonely Heart – 6:05 (Anderson, Horn, Trevor Rabin, Chris Squire)
2. South Side of the Sky – 10:44 (Anderson, Squire)
3. Machine Messiah – 11:41 (Downes, Horn, Howe, Squire, White)
4. Heart of the Sunrise – 11:43 (Anderson, Bruford, Squire)
5. Roundabout – 9:35 (Anderson, Howe)
6. Starship Trooper – 13:08 (Anderson, Howe, Squire)

Durata totale: 62:56

### DVD
1. Yes Live Documentary: A Film by Philippe Nicolet
2. Excerpts from the Live Show
3. Roundabout (Anderson, Howe)
4. Machine Messiah (Downes, Horn, Howe, Squire, White)

## Formazione
- Benoît David - voce, chitarra acustica, percussioni
- Steve Howe - chitarre, cori
- Chris Squire - basso, cori
- Oliver Wakeman - tastiere
- Alan White - batteria